# Пашко Микола Олександрович
Мико́ла Олекса́ндрович Пашко́  (1908, Рудник Донецького товариства, Катеринославська губернія, Російська імперія — ?) — український радянський державний діяч, виконувач обов'язків голови Київської міської ради в 1937—1938 роках.

## Біографія
Народився 1908 року на Руднику Донецького товариства (нині — Кривий Ріг) у багатодітній родині шахтарів-робітників, мав трьох братів і двох сестер. У 1930–1931 роках служив у Червоній армії.
Член ВКП(б) з 1932 року. Займався суспільно-політичною діяльністю, виконував обов'язки секретаря комітету комсомолу та секретаря партійного комітету. Без відриву від виробництва закінчив будівельний інститут, інженер-гідротехнік.
У 1933 році працював заступником начальника будівництва залізниці в Східному Сибіру, а також обіймав посаду секретаря парторганізації. Після цього отримав відрядження на роботу до Наркомважпрому, а звідти направлений до Кам'янського — начальником будівництва другої черги заводу № 24 (нині — ПАТ «ЄВРАЗ Дніпродзержинський коксохімічний завод»).
До 1936 року перебував на Донбасі, де працював директором Кадіївського машинобудівного заводу. Працював у Центральному бюро винахідництва, а з початку 1937 року — на будівництві лісохімічного заводу в Дарниці. 1937 року призначений директором «Шовкобуду». До грудня 1937 року — начальник будівництва «Київлегпрому».
21 грудня 1937 року призначений виконувачем обов'язків голови Київської міської ради.
У червні 1938 року заарештований у складі групи партійних та державних керівників міста як «учасник антирадянської троцкистської організації».
У березні 1939 року був звільнений з-під варти через брак доказів (що було винятком із правил). Подальша доля невідома.
На момент арешту проживав за адресою: Київ, Ольгинська вулиця, 1, кв. 24